# Байшада-Сантиста

Байшада-Сантиста на карте.

Байшада-Сантиста (порт. Região Metropolitana da Baixada Santista)  —  крупная городская агломерация с центром в городе Сантус в Бразилии. Входит в штат Сан-Паулу. 
Население составляет 1 666 453 человека на 2006 год и 1 781 620 человек на 2014 год. Занимает площадь 2.422,776 км². Плотность населения — 687,8 чел./км².

## Статистика
- Валовой внутренний продукт на 2003 составляет 18,7 bilhões реалов (данные: Бразильский институт географии и статистики).
- Валовой внутренний продукт на душу населения на 2003 составляет 11.872 реалов (данные: Бразильский институт географии и статистики).
- Индекс развития человеческого потенциала на 2000 составляет 0,817 (данные: Программа развития ООН).

## Галерея

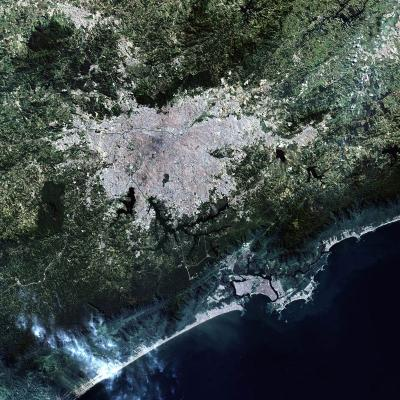
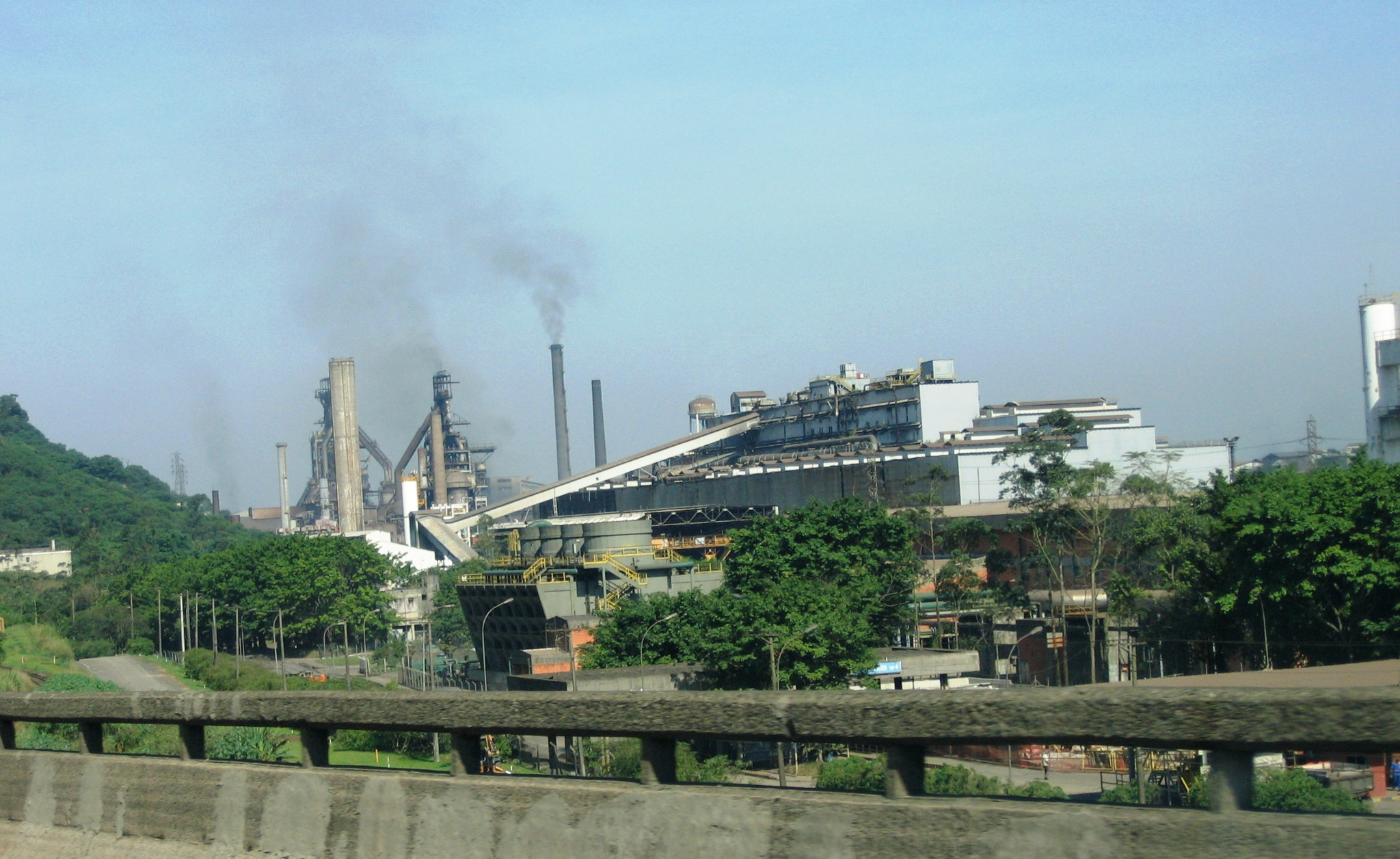
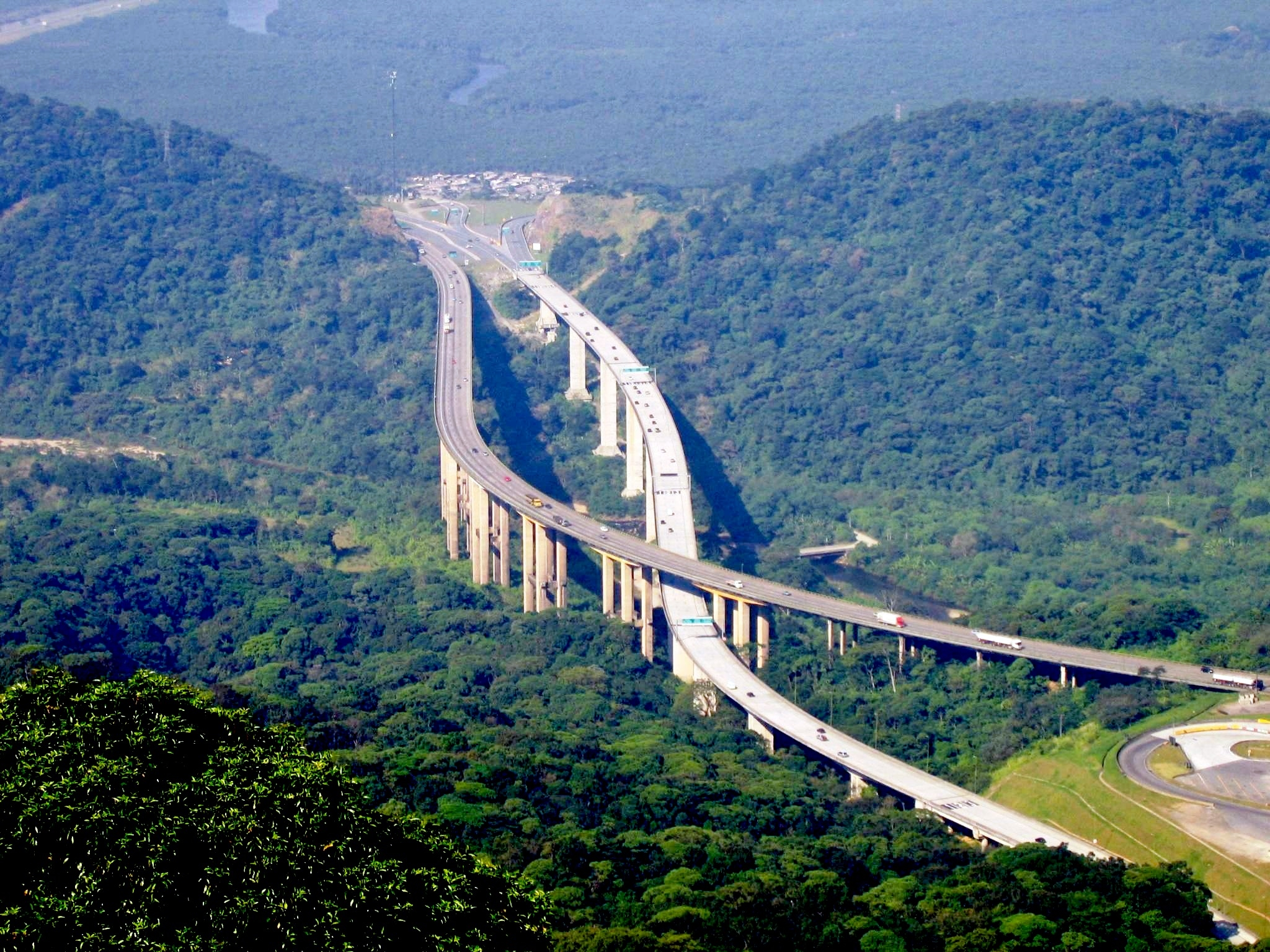
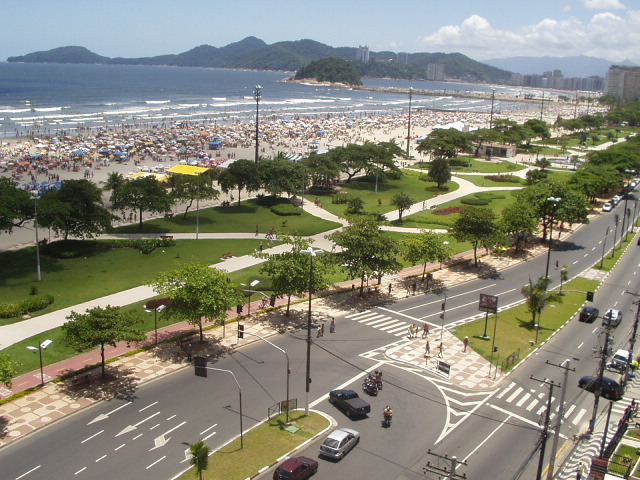